# 约翰·欧伦
约翰·欧伦（瑞典語：Johan Eurén，1985年5月18日—），瑞典男子摔跤运动员。他曾代表瑞典参加2012年和2016年夏季奥林匹克运动会摔跤比赛，其中2012年奥运会获得一枚铜牌。